# Димитрије Новаковић
Димитрије Новаковић био је први српски фотограф - дагеротипист. Недовољно је познат јавности.  
Пештански лист Сербске народне новине од 12. маја 1840, пише да је Новаковић „трговац, Србин родом из Загреба“ боравио у Паризу у јесен 1839. где је стекао прва сазнања о дагеротипији „од самог оца вештине ове г. Дагера“. 
Током кратког боравка у Београду, на пропутовању за Турску (јер му је у Загребу издат пасош за ту земљу), где је као трговац одлазио, дагеротиписао (снимио) је један део Београда „на посребрени лист бакра“, а снимак, то јест дагеротипију, поклонио кнезу Михаилу. Та прва српска дагеротипија није сачувана. У вести се још наводи да је Новаковић „многима не само машину, него и саму вештину показивао“, чиме је упознао један круг људи са техником дагеротипије, што би се могло тумачити и као први траг фотографске едукације у српској културној историји. 
Хрватска фотографска историографија, и ауторка др Нада Грчевић, наводи да је Новаковић (под именом Деметар) и први хрватски дагеротипист.

## Откривање Новаковићевог доприноса
О чињеници да је Димитрије Новаковић први српски фотограф (а не Анастас Јовановић, како се до тада наводило) први пут је писао Александар Саша Павловић у априлском броју стручног часописа Фото кино ревија, 1979. Исти рад, у проширеном облику, Павловић је дао и редакцији Зборника ИМС (Историјског музеја Србије), али је (наводно: услед недостатка средстава) издавање зборника одложено за готово три године! Рад је најзад објављен, у пуном обиму и под пуним насловом, 1982, а исте године је поновљен и у каталогу Мајске изложбе УЛУПУДС-а.
Узимајући у обзир друго објављивање (1982) а занемарујући, или не знајући за прво (1979), покренуте су неке дубиозе, које су на несрећу и неки актери тих догађаја подстицали, да Новаковића није открио Павловић, него Бранибор Дебељковић, јер о њему пише у публикацији Die Alte Serbische Photographie (1980). Те дубиозе су касније расветљене простим упоређивањем датума првог објављивања радова поменутих аутора. Заслугу Павловићу да је (први!) саопштио „важан податак којим је измењена дотадашња тврдња истраживача да је Анастас Јовановић први српски фотограф“ истиче и др Миланка Тодић у до сад јединој Историји српске фотографије.